# 金周荣
金周荣（김주영，1988年7月9日—），韩国男子足球运动员，场上司职中后卫。

## 职业生涯
在注重门第的韩国足球界，金周荣是延世大学出身，乃李章洙的后辈，不过他在大学学习了一年后，就以去澳洲留学为名退学，也没有再进行足球训练。
2008年9月，回到韩国的金周荣参加了庆南FC的选秀，被当时的庆南主教练、也就是后来当了韩国国家队主教练的赵广来看中，直接选进了一队，就此在2009年初的K联赛选秀中，以第三顺位被庆南摘牌。当年成为了庆南的主力。当年参赛打了20场K联赛。2010年还帮助实力并不强的庆南进入了季后赛的争冠组，并且代表韩国队参加了2010年的广州亚运会，获得了第三名的成绩。不过当时金周荣是队中的替补。
2011赛季，金周荣被赵广来招入了国家队，但是他因为在年初的国家队训练中严重受伤，没能参加亚洲杯的比赛，将养了一年，直到2011赛季快结束才回到赛场上来，只打了4场联赛。
2012赛季，首尔FC为了进行后防线补强，以7亿韩元（当时大约450万人民币左右）的价格求购金周荣，这无论在当时还是现在的韩国K联赛，都是一笔很大的数字。但是庆南方面死活不答应，而是想把金周荣卖给水原三星。对此，已经心向首尔的，也出生在首尔，希望回家的金周荣大为不满，在自己的推特上发动了舆论宣传战的斗争，他威胁庆南方面说，如果非要把自己卖给水原的话，自己将会拒绝，并将会一直坚持到合同结束，以自由身转会。随后首尔FC向韩国足球联盟提出调停申诉，韩国足球联盟出面召集首尔、水原和庆南三方对话，庆南最后接受了7亿现金，金周荣也在2012年1月20日转会到了首尔，成为了豪门的球员，并从2012赛季开始，一直是首尔FC的主力中后卫。
在2011年亚洲杯前，赵广来担任主教练的时候，金周荣就是大名单中的一员，但是他因为在训练中膝盖负伤，最终没能去成卡塔尔。2014年巴西世界杯，金周荣也进入了韩国国家队，并跟随国家队去了美国最终集训地，参加了热身赛，但是在最后一刻被刷下，没能登上前往巴西的飞机。
2015年1月，金周荣转会至中超上海上港集团足球俱乐部。
2015年2月，金周荣转会至中超河北华夏幸福足球俱乐部。